# Bisdom Vannes

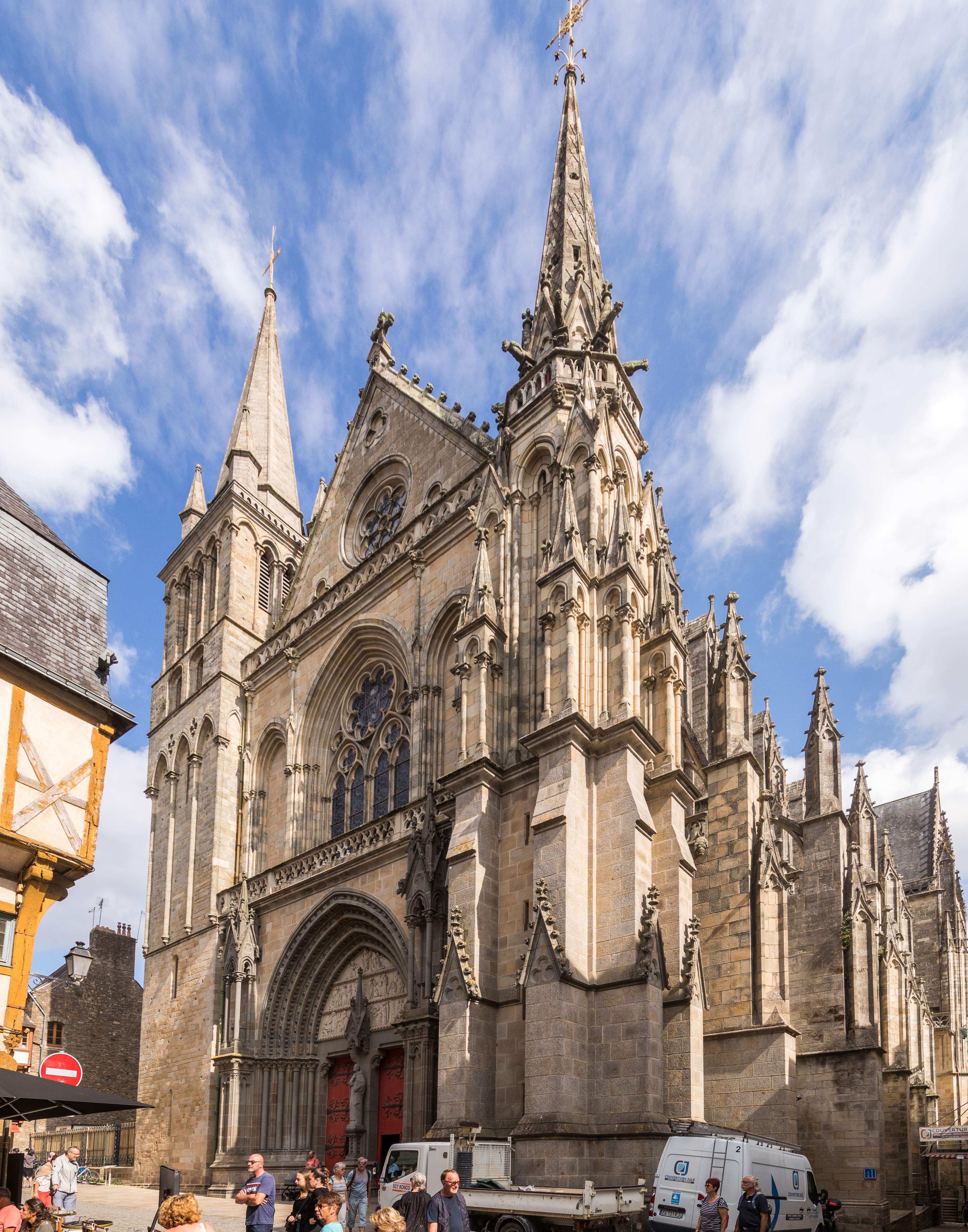
De kathedraal Saint-Pierre van Vannes

Het bisdom Vannes (Latijn: Dioecesis Venetensis; Frans: Diocèse de Vannes) is een rooms-katholiek bisdom in Frankrijk met als zetel Vannes (Bretagne). Het bisdom heeft een oppervlakte van 6.822 km² en omvat het grondgebied van het departement Morbihan. Het is suffragaan aan het aartsbisdom Rennes.
In 2020 telde het bisdom 510.000 katholieken op een totale bevolking van 747.000, of 68,3% van de bevolking. Het bisdom telt 280 parochies.
De patroonheilige van het bisdom is de heilige Paternus (Saint-Patern).

## Geschiedenis

Het bisdom binnen Frankrijk

Het bisdom ontstond in de 5e eeuw en kreeg zijn naam, net zoals de stad, van de Gallische stam van de Veneti. Rond 467 werd in Vannes een concilie gehouden. Tussen de 12e eeuw en 1789 behield het bisdom ongeveer dezelfde grenzen. In 1666 werd het eiland Belle Île wel bij het bisdom Vannes gevoegd. In 1801 werden grote delen van het bisdom Saint-Malo, dat niet opnieuw werd opgericht na de Franse Revolutie, bij Vannes gevoegd. Om het bisdom te laten samenvallen met het departement Morbihan werden ook parochies van het opgeheven bisdom Cornouaille en van het bisdom Nantes bij Vannes gevoegd. Op zijn beurt moest Vannes parochies afstaan aan de bisdommen Quimper, Rennes en Saint-Brieuc.

## Bisschoppen
Sinds de heroprichting in 1801:
- Antoine-Xavier Maynaud de Pancemont (1802-1807)
- Pierre-François-Gabriel-Raymond-Ignace-Ferdinand de Bausset-Roquefort (1808-1817)
- Henri-Marie-Clauce de Bruc-Montplaisir (1819-1826)
- Simon Garnier (1826-1827)
- Charles-Jean de la Motte de Broons et de Vauvert (1827-1860)
- Henri Louis Charles Maret (1860, aangesteld maar nooit gewijd)
- Louis-Anne Dubreil (1861-1863)
- Jean-Baptiste Charles Gazailhan (1863-1865)
- Jean-Marie Bécel (1866-1897)
- Amédée-Jean-Baptiste Latieule (1898-1903)
- Alcime-Armand-Pierre-Marie Gouraud (1906-1928)
- Hippolyte Tréhiou (1929-1941)
- Eugène Le Bellec (1941-1964)
- Pierre-Auguste-Marie Boussard (1964-1991)
- François-Mathurin Gourvès (1991-2005)
- Raymond Michel René Centène (2005- )

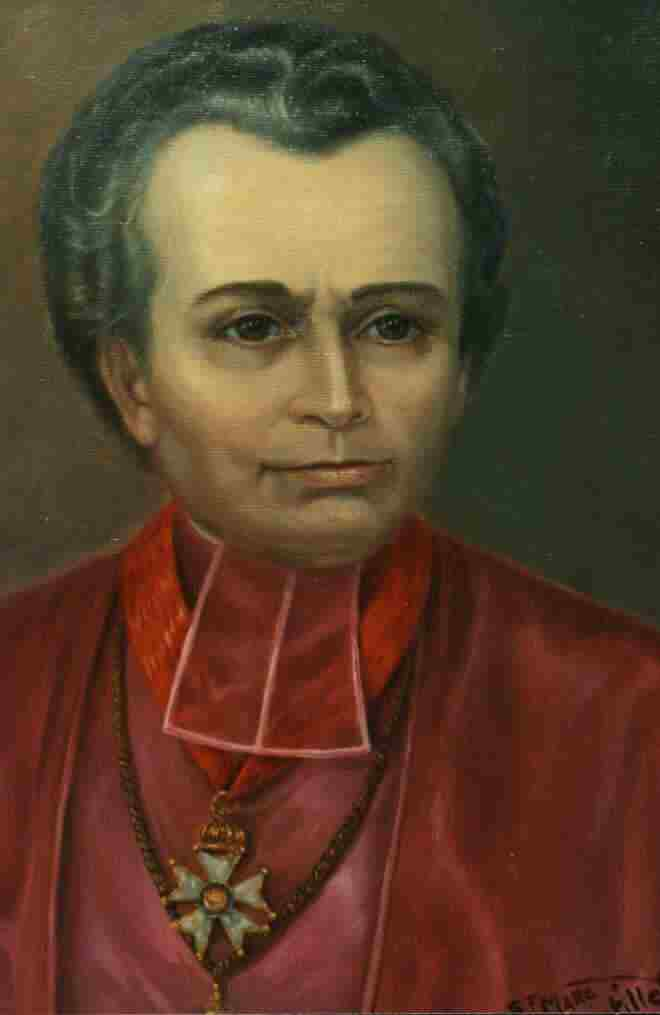
Antoine-Xavier Maynaud de Pancemont
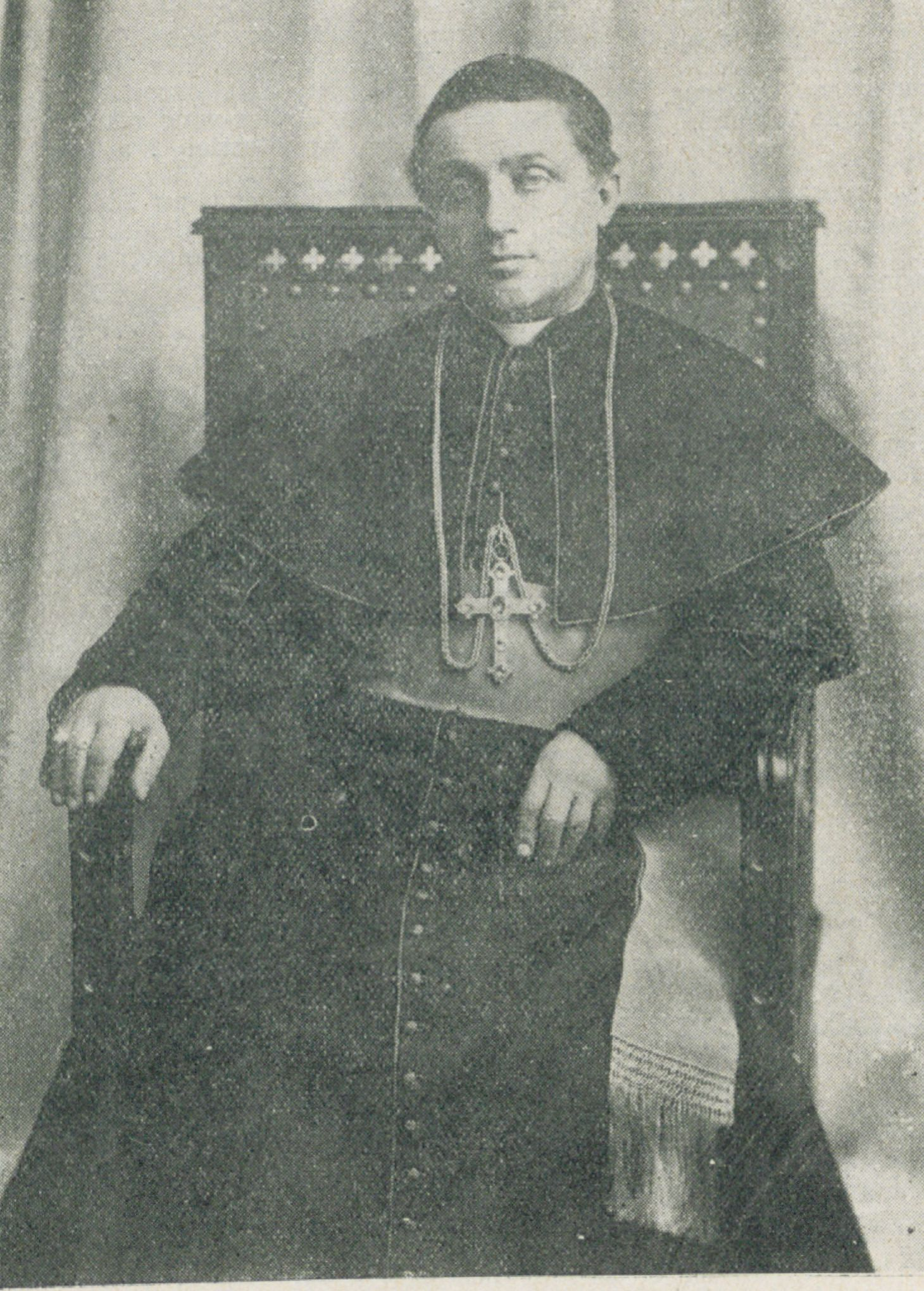
Alcime-Armand-Pierre-Marie Gouraud
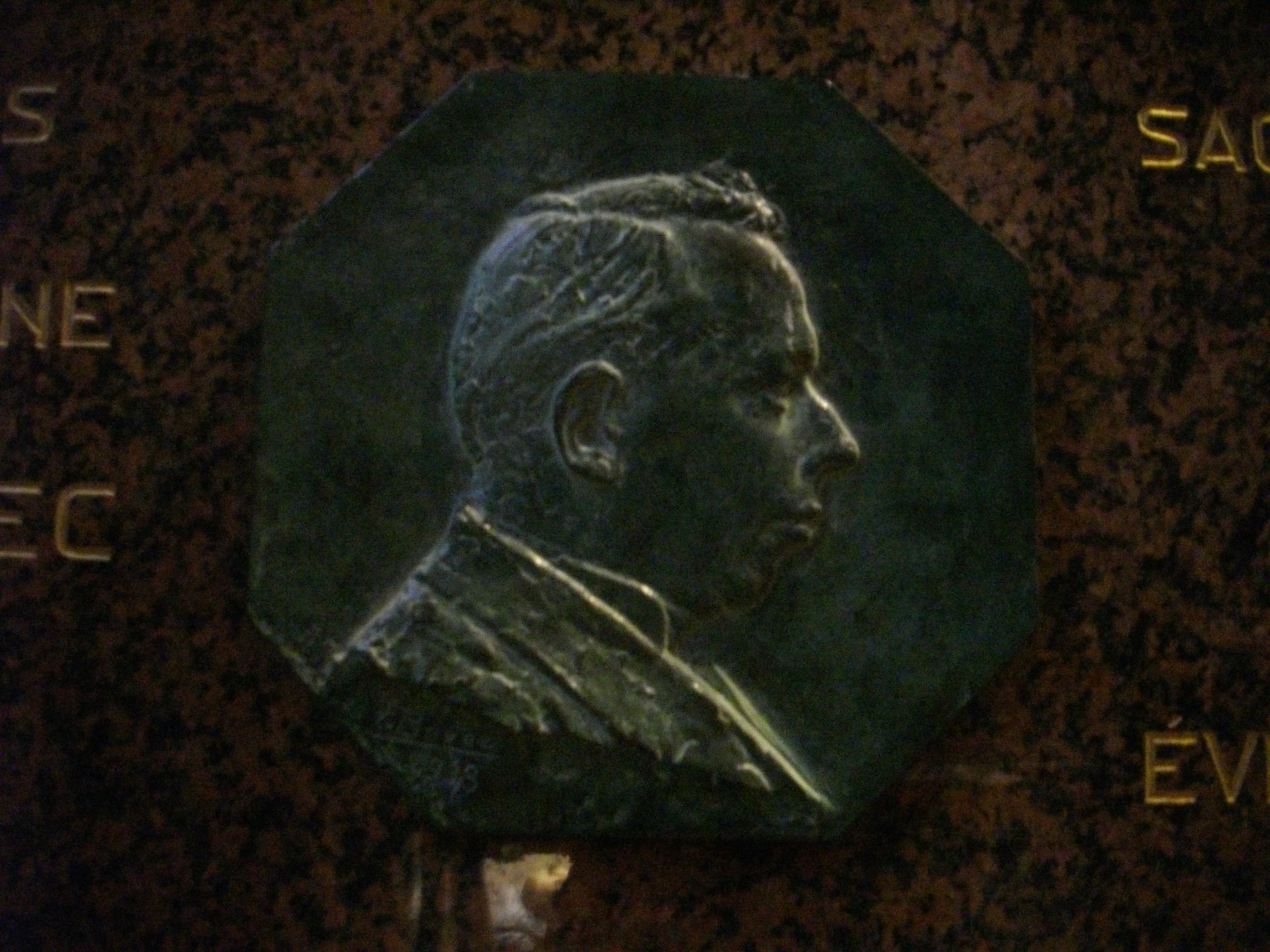
Eugène Le Bellec

Rennes (aartsbisdom) · Angers · Laval · Le Mans · Luçon · Nantes · Quimper · Saint-Brieuc · Vannes